# Göteborgsgruppen (kårparti)
Samarbetet vid SFSFUM mellan studentkårer vid Göteborgs universitet.

## Medlemskårer
- Filosofiska Fakulteternas Studentkår (FFS)
- Haga Studentkår
- Hälsovetenskapliga studentkåren (HVS)
- Studentkåren vid Artisten (STuArt) (fd StuMuG)
- Studentkåren vid HDK (Högskolan för design och konst)
- Utbildningsvetenskapliga Studentkåren vid Göteborgs universitet (SLUG)

## Mandat
- 2008: 19 (9%)
- 2007: 17 (9%)